# London Bridge Is Falling Down

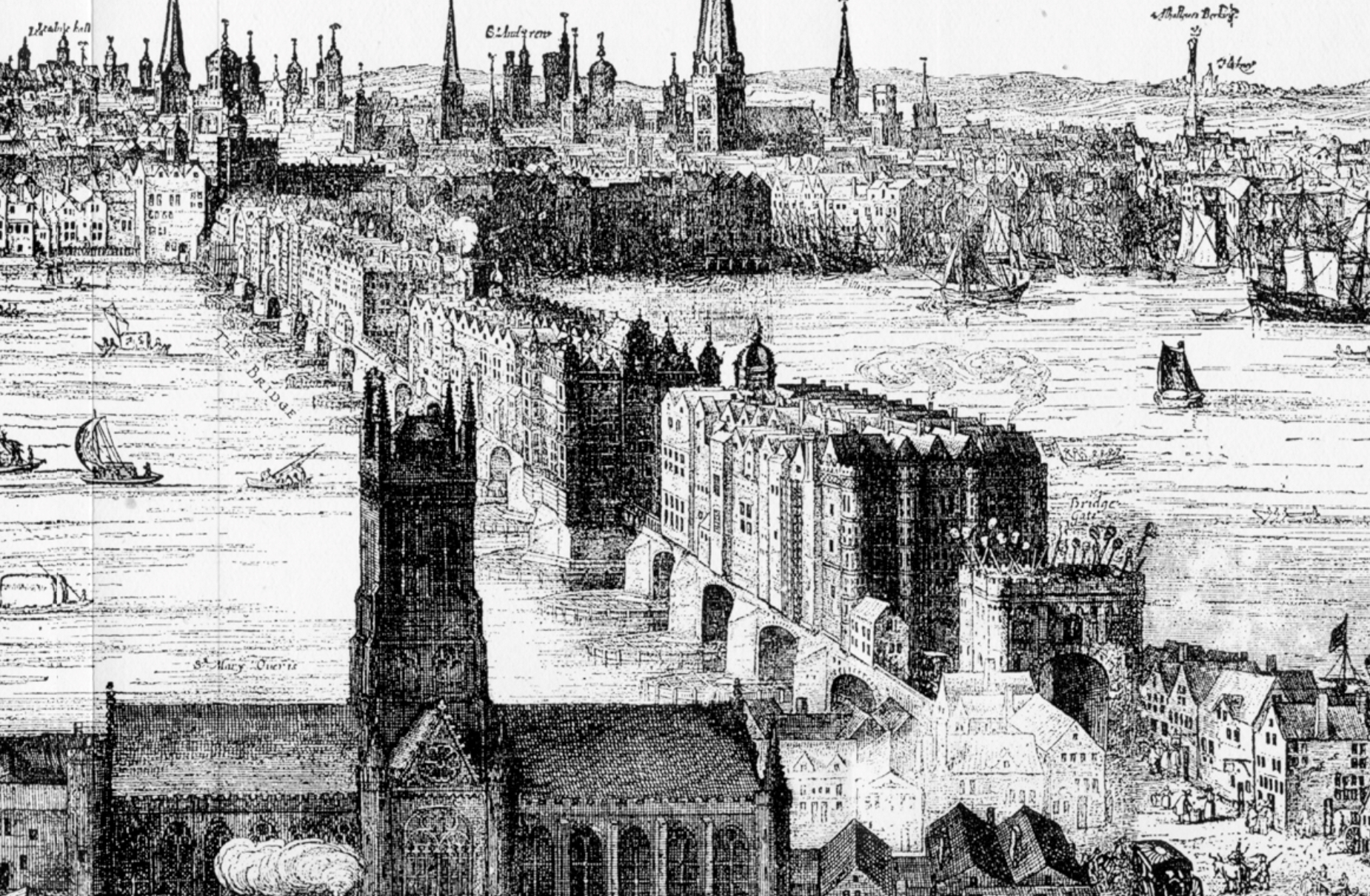
El Puente de Londres en 1616.

London Bridge is Falling Down es una canción infantil y juego de corro británico. La canción data de 1744 y narra la historia de la caída del Puente de Londres y de cómo tuvo que volver a ser construido. Se cree que la destrucción del puente se debió al ataque de los vikingos liderados por Óttarr svarti, aunque estudios recientes indican que la caída del Puente de Londres tuvo lugar en el siglo XVII.[cita requerida]

## Canción
London Bridge is falling down,

Falling down, falling down.

London Bridge is falling down,

My fair lady.

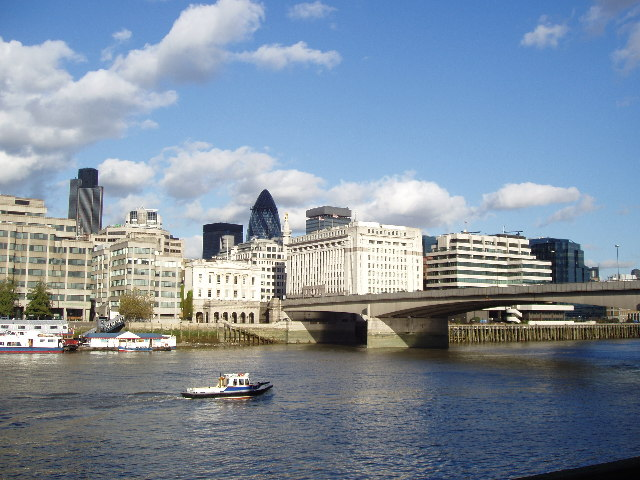
London Bridge en el 2005

Posteriormente, Iona y Peter Opie recopilaron en 1951 la letra completa de la canción (a la derecha la traducción en español):

London Bridge is falling down

Falling down, falling down.

London Bridge is falling down,

My fair lady.

London Bridge is broken down,

Broken down, broken down.

London Bridge is broken down,

My fair lady.

Build it up with wood and clay,

Wood and clay, wood and clay,

Build it up with wood and clay,

My fair lady.

Wood and clay will wash away,

Wash away, wash away,

Wood and clay will wash away,

My fair lady.

Build it up with bricks and mortar,

Bricks and mortar, bricks and mortar,

Build it up with bricks and mortar,

My fair lady.

Bricks and mortar will not stay,

Will not stay, will not stay,

Bricks and mortar will not stay,

My fair lady.

Build it up with iron and steel,

Iron and steel, iron and steel,

Build it up with iron and steel,

My fair lady.

Iron and steel will bend and bow,

Bend and bow, bend and bow,

Iron and steel will bend and bow,

My fair lady.

Build it up with silver and gold,

Silver and gold, silver and gold,

Build it up with silver and gold,

My fair lady.

Silver and gold will be stolen away,

Stolen away, stolen away,

Silver and gold will be stolen away,

My fair lady.

Set a man to watch all night,

Watch all night, watch all night,

Set a man to watch all night,

My fair lady.

Suppose the man should fall asleep,

Fall asleep, fall asleep,

Suppose the man should fall asleep?

My fair lady.

Give him a pipe to smoke all night,

Smoke all night, smoke all night,

Give him a pipe to smoke all night,

My fair lady
El puente de Londres se está cayendo,

se está cayendo, se está cayendo.

El puente de Londres está cayendo,

mi bella dama.

El puente de Londres se está rompiendo,

se está rompiendo, se está rompiendo.

El puente de Londres se está rompiendo,

mi bella dama.

Constrúyelo con madera y arcilla,

madera y arcilla, madera y arcilla.

Constrúyelo con madera y arcilla,

mi bella dama.

La madera y la arcilla se las lleva el agua,

se las lleva el agua, se las lleva el agua.

La madera y la arcilla se las lleva el agua,

mi bella dama.

Constrúyelo con ladrillos y mortero,

ladrillos y mortero, ladrillos y mortero.

Constrúyelo con ladrillos y mortero,

mi bella dama.

Los ladrillos y mortero no aguantarán,

no aguantarán, no aguantarán.

Los ladrillos y mortero no aguantarán,

mi bella dama.

Constrúyelo con hierro y acero,

hierro y acero, hierro y acero.

Constrúyelo con hierro y acero,

mi bella dama.

El hierro y el acero se doblarán,

se doblarán, se doblarán.

El hierro y el acero se doblarán,

mi bella dama.

Constrúyelo con plata y oro,

plata y oro, plata y oro.

Constrúyelo con plata y oro,

Mi bella dama.

La plata y el oro los robarán,

los robarán, los robarán.

La plata y el oro los robarán,

mi bella dama.

Pon a un hombre a vigilar por la noche,

vigilar por la noche, vigilar por la noche.

Pon a un hombre a vigilar por la noche,

mi bella dama.

Supón que el hombre se queda dormido,

se queda dormido, se queda dormido.

Supón que el hombre se queda dormido,

mi bella dama.

Dale una pipa para que fume toda la noche,

fume toda la noche, fume toda la noche.

Dale una pipa para que fume toda la noche,

mi bella dama.

## Juego

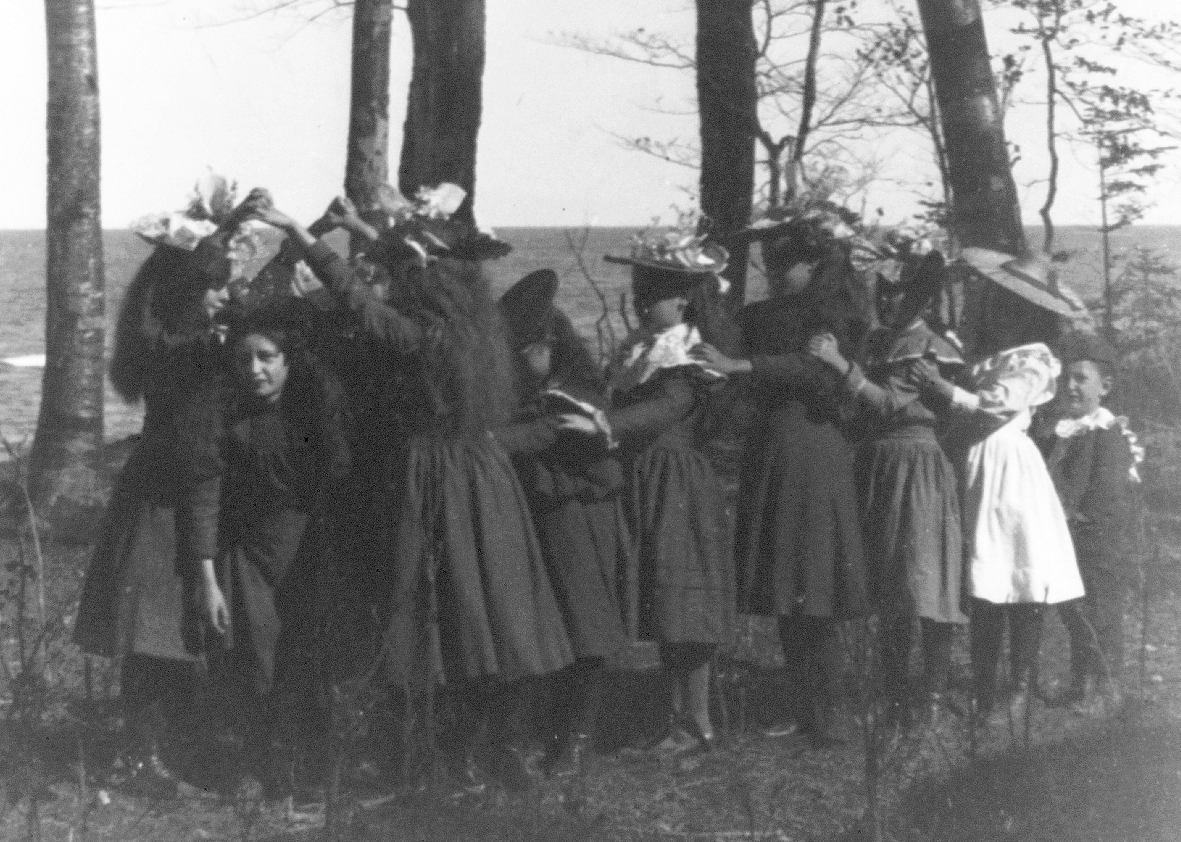
Niñas jugando al "London Bridge" en 1898.

El juego consiste en que dos jugadores sostienen sus brazos y forman un arco, por el cual han de pasar el resto de jugadores, mientras todos cantan al unísono la canción. Cuando la canción termina, las dos personas que tenían los brazos levantados los bajan, "atrapando" al que se encontraba por aquel entonces pasando.
Hay varias formas para hacer el juego. Durante el siglo XIX, era bastante común otra versión del "London Bridge", en la cual todos los participantes se colocan formando un círculo, y se repite el mismo procedimiento que el anterior, aunque este es mucho más difícil ya que están todos agarrados, incluidos los que alzan las manos. En este juego se le añadieron dos versos más a la canción:
Who has stole my watch and chain,

Watch and chain, watch and chain;

Who has stole my watch and chain,

My fair lady?

Off to prison you must go,

You must go, you must go;

Off to prison you must go,

My fair lady.

## En la cultura popular
La canción es muy común oírla durante los partidos de fútbol. Los aficionados visitantes que se desplazan a Londres para ver el partido entre su equipo suelen cantar esta canción hacia el equipo que juega como local.
La canción “Happy Happy Halloween” (también conocida como “The Silver Shamrock Commercial”) de la película de 1982 Halloween 3 utiliza la misma melodía, cambiando la letra.
La canción "Walls of Jericho" de la banda de power metal Helloween es una interpretación orquestal de esta canción.
La canción es referenciada en La tierra baldía, la obra más conocida de T. S. Eliot. La frase final de cada verso fue quizás la inspiración de Alan Jay Lerner y Frederick Loewe para escribir "My Fair Lady". También aparece como soundtrack de varios juegos, entre ellos en el tráiler de Five Nights at Freddy's 2 y el de We Happy Few.
Esta canción se escucha en el anime Kuroshitsuji, en el cual se utiliza esta canción para controlar a unas muñecas.
Además, en el anime Zankyou no Terror, Guilty Crown o Kuroshitsuji sus personajes también lo cantan.
En el manga Shūmatsu no Valkyrie Jack el Destripador canta esta canción en su combate contra Heracles recordando su infancia, termina la canción con "My Fair Lady" después de cortarle el brazo a Heracles.
En uno de los primeros discos de Los Pitufos se versionó la canción con el mismo título en inglés. En España e Hispanoamérica se tituló "Pitufito".
En la canción Shoots and Ladders de Korn se encuentra una parte de esta canción